# Toride (Ibaraki)
 Toride (取手市 Toride -shi?) es una ciudad  situada en la Prefectura de Ibaraki en Japón.
A 1 de diciembre de 2013 la ciudad tenía una de población de 107.300 habitantes y una densidad poblacional de 1.530 personas por km².  La superficie total es de 69,96 km².

## Historia
Toride se desarrolló en el período Edo como una estación en la carretera Mito Kaidō (水戸街道?), que conectaba a Edo (Tokio) con Mito.  Kaidō, fueron vías que datan del período Edo. La ruta Mito Kaidō fue trazada por donde es hoy la moderna Ruta 6, entre Tokio y Mito.
El 1  de octubre de 1970 recibió el estatus de ciudad. 
El 28 de marzo de 2005, la población vecina de Fujishiro (藤代町 Fujishiro-machi) del Distrito de Kitasōma (北相馬郡 Kitasōma-gun) se fusionó con Toride.

## Geografía
La ciudad se encuentra ubicada a 60 km al suroeste de la capital de la prefectura, la ciudad de Mito, y a 40 km al norte de la metrópoli de Tokio.
Está localizada al sur de la Prefectura de Ibaraki, al norte del río Tone. Su territorio limita al oeste con Moriya; al norte con Tsukubamirai; al noreste con  Ryūgasaki; al sureste con Tone, y cruzando el río Tone al sureste con Abiko y al suroeste con Kashiwa, estas dos últimas ciudades pertenecientes a la Prefectura  de Chiba. 
Los ríos que fluyen a través de la ciudad, es el río Kokai (小貝川), entre otros.

## Transporte
Por carretera a través de la Ruta Nacional 6 al noreste, la ciudad se comunica con la capital de la prefectura, la ciudad de Mito, y por la misma ruta al sur con la metrópoli de Tokio.  
Otra carretera importante en la ciudad es la Ruta Nacional 294 que se origina en ella, y la comunica al noroeste y norte con las ciudades vecinas de la prefectura y más al norte con ciudades de las prefecturas de Tochigi y Fukushima.
En la ciudad existen las estaciones de trenes, “Fujishiro Station” y  ”Toride Station”,  para acceder a la “Línea Jōban” y la última estación mencionada sirve también para acceder a la “Línea Jōsō”. 
Por la línea férrea “Línea Jōsō” se puede desplazar al norte y en “Shimodate Station” de la ciudad de Chikusei tomar la vía férrea “Línea Mito” con destino al este, que la comunica con la ciudad de Mito. 
Por la “Línea Jōban”, viajando al noreste también se llega a la ciudad de Mito (es el trayecto más corto y rápido), y tomando al sur por esta última línea se va con destino a la Tokio; estando Toride a 40 minutos de la estación de Ueno en Tokio, en uno de los trenes expresos frecuentes. Por esta razón, la localidad es una comunidad dormitorio para muchos que trabajan en Tokio.

## Galería de imágenes

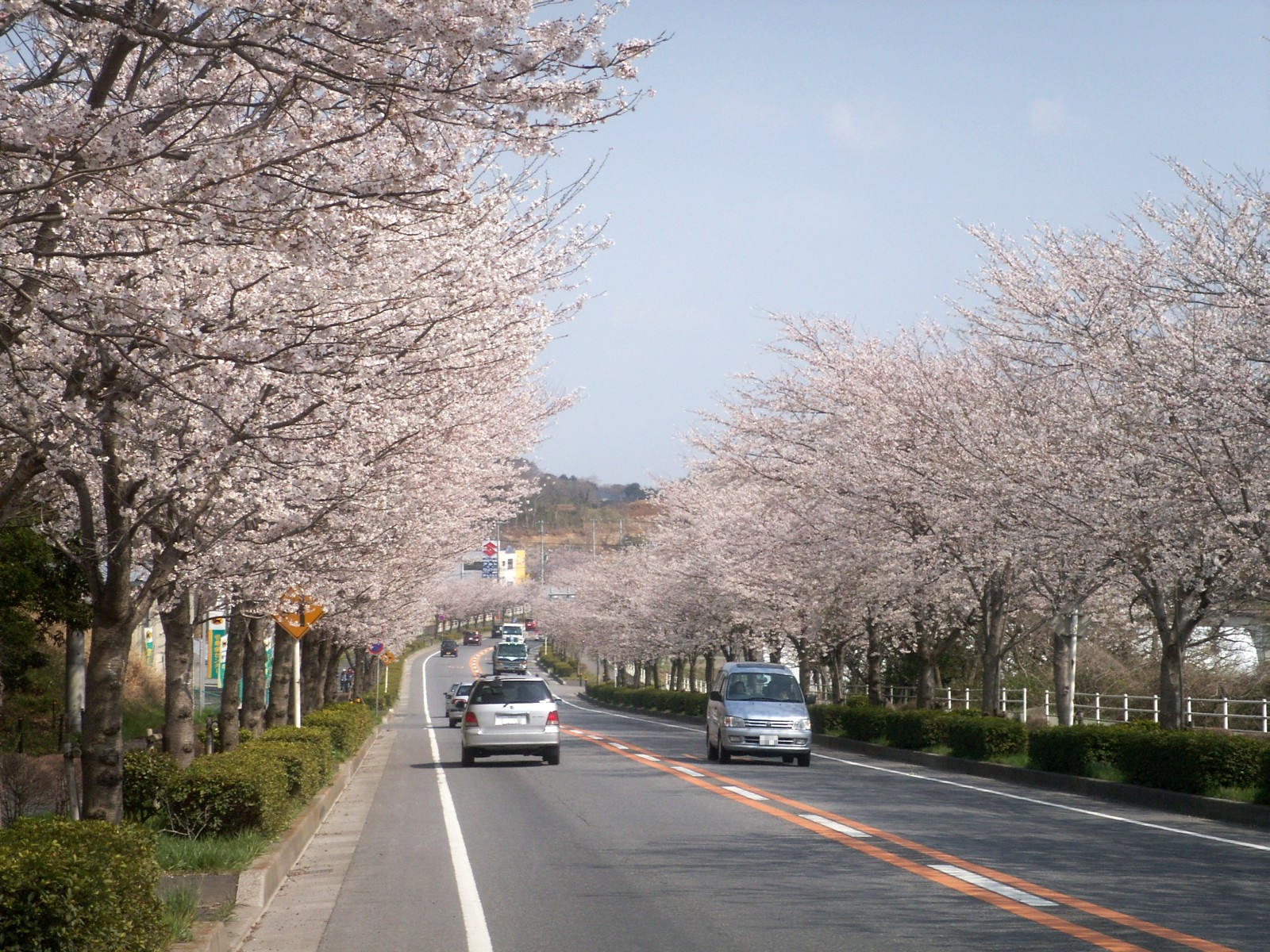
Floración de los cerezos.
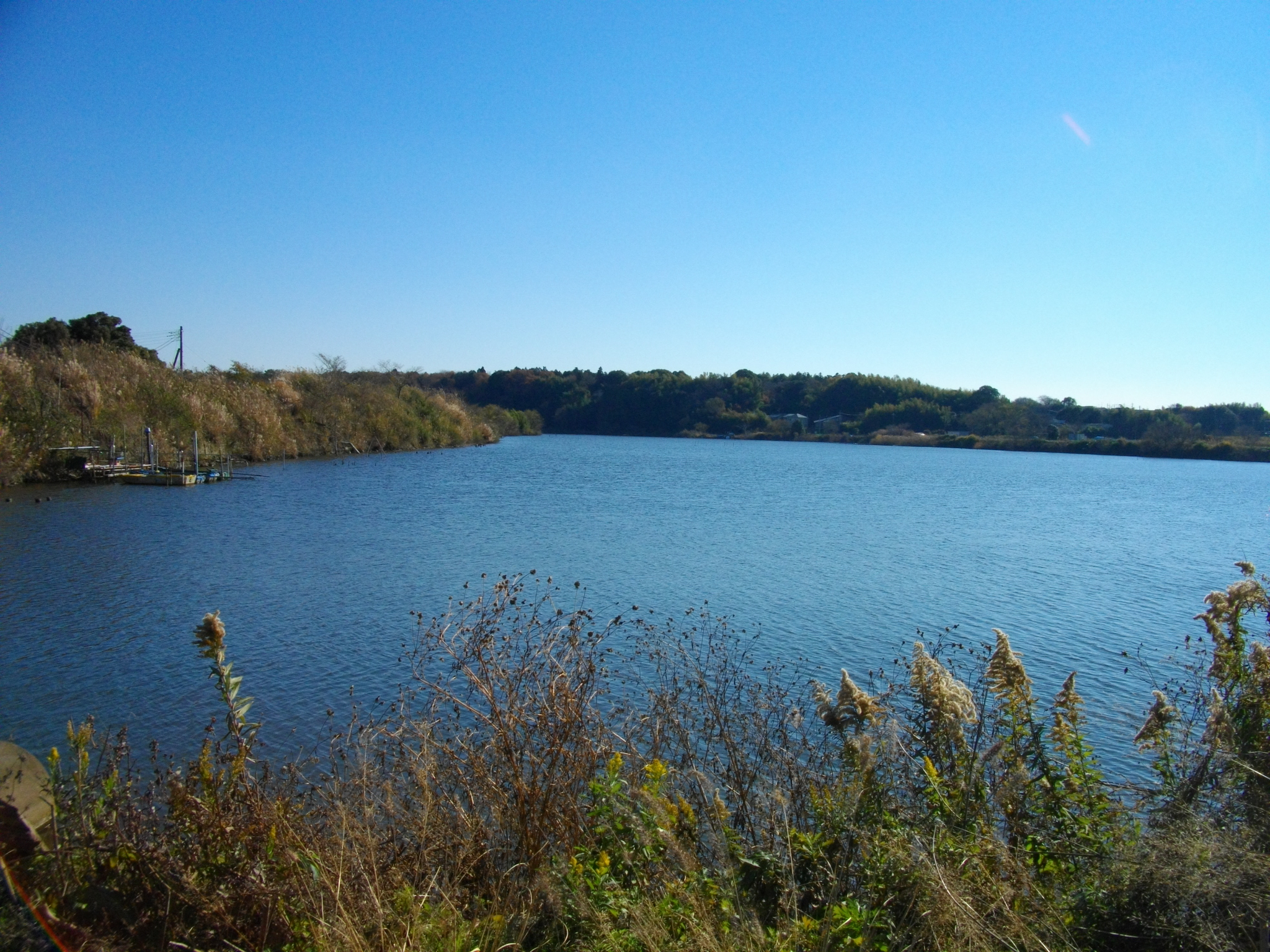
Lago Furu.
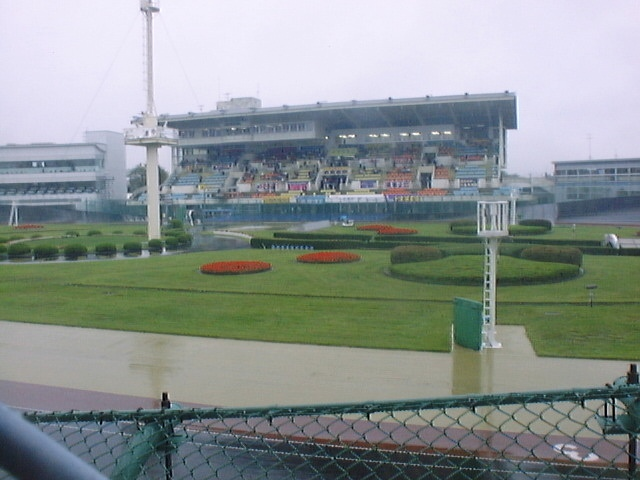
Velódromo de Toride.
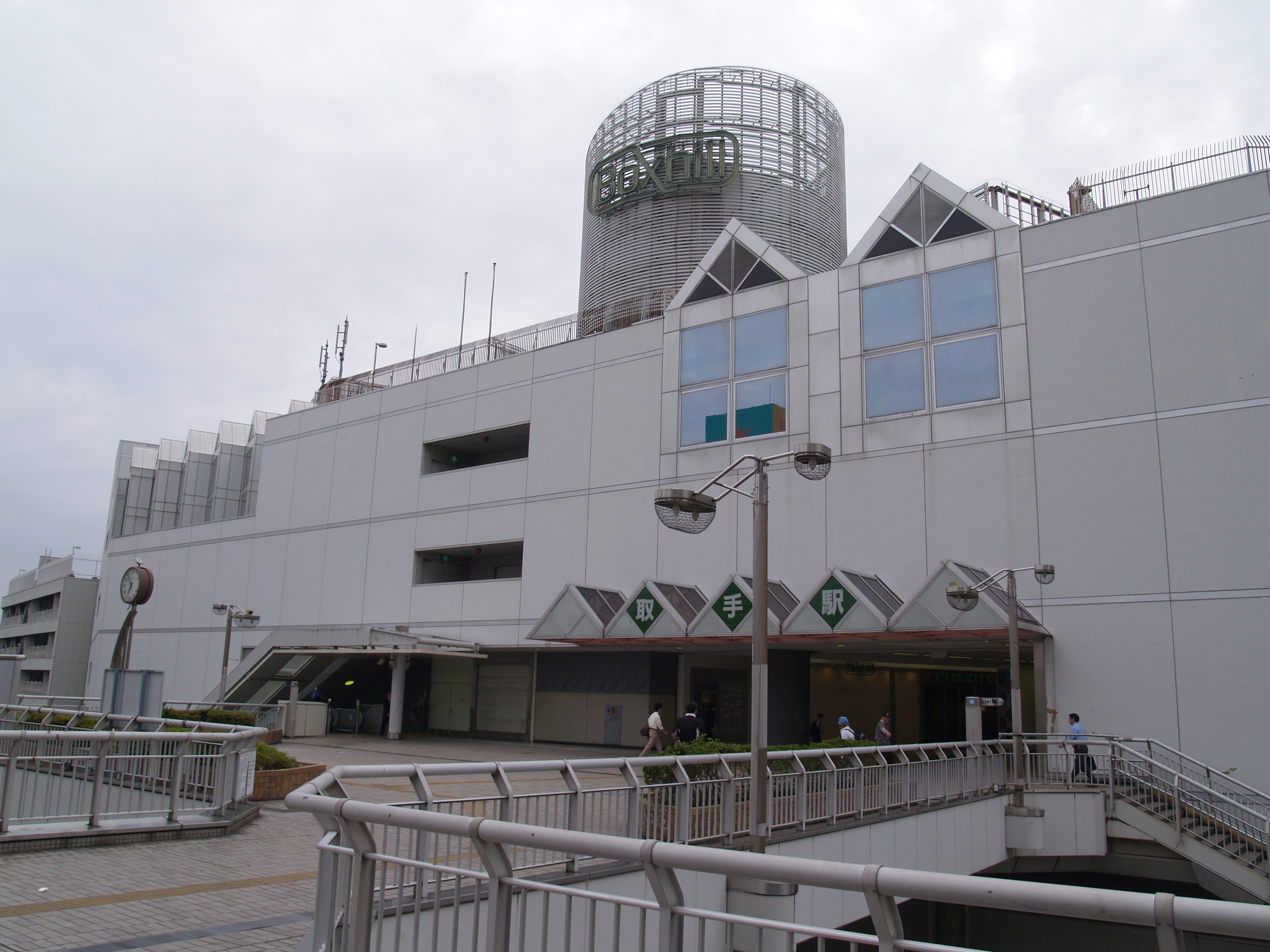
Toride Station.
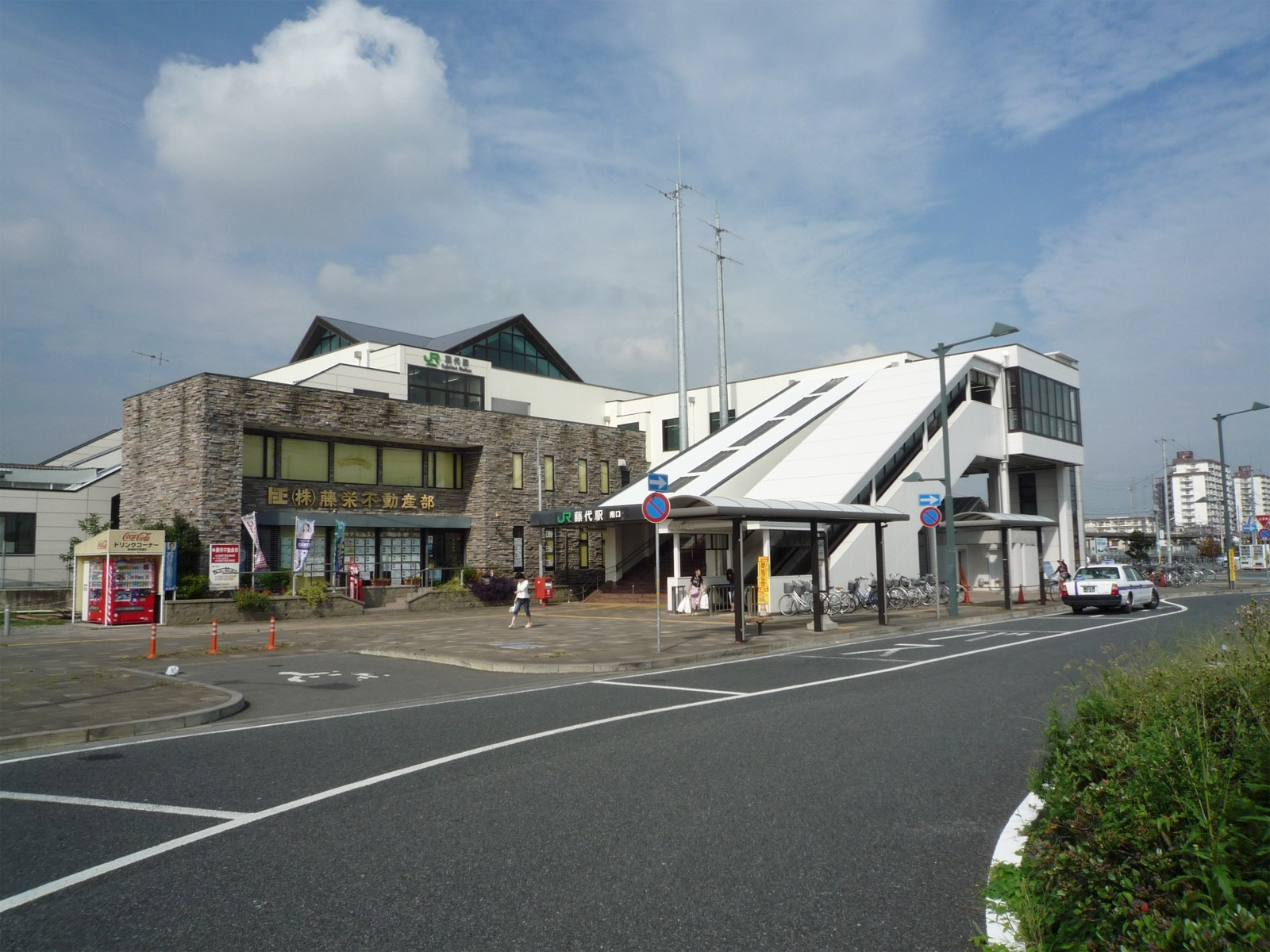
Fujishiro Station.